# Ruisseau de Néguevieille
Le ruisseau de Néguevieille est un ruisseau français qui coule dans les régions d'Occitanie et de la Nouvelle-Aquitaine, dans les départements de Tarn-et-Garonne et de Lot-et-Garonne. C'est un affluent direct de la Garonne en rive droite.

## Géographie
De 10,8 km de longueur, il prend sa source sur la commune de Perville dans le Tarn-et-Garonne et se jette dans la Garonne en rive droite sur la commune de Saint-Sixte en Lot-et-Garonne.

### Département et communes traversés
- Tarn-et-Garonne : Perville, Lamagistère
- Lot-et-Garonne : Saint-Urcisse, Grayssas, Saint-Sixte, Clermont-Soubiran.

## Principaux affluents
- Ruisseau des Gascons : 4 km
- Ruisseau de Combe d'Auvergne : 3 km
- Ruisseau de Saint-Martin : 3 km